# Кастельгранде
Кастельгранде, Кастельґранде (італ. Castelgrande) — муніципалітет в Італії, у регіоні Базиліката, провінція Потенца.
Кастельгранде розташоване на відстані близько 280 км на південний схід від Рима, 36 км на північний захід від Потенци.
Населення — 971 особа (2014).
Щорічний фестиваль відбувається 5 липня. 

## Демографія
Населення за роками:

Станом на 1 січня 2023 року в муніципалітеті офіційно проживало 20 іноземців з 9 країн, серед них 4 громадяни країн Євросоюзу.

## Відомі уродженці
- Ґульєльмо Ґаспарріні — відомий ботанік, міколог

## Сусідні муніципалітети
- Лав'яно
- Муро-Лукано
- Пескопагано
- Рапоне
- Сан-Феле